# Профундаль
Профунда́ль (от лат. profundus — глубокий) — часть озера, для которой характерна значительная глубина и отсутствие волновых движений, ветрового перемешивания и донной растительности. Профундаль может отсутствовать, если озеро мелководно. Дно профундали покрыто, как правило, мощной толщей ила. Из живых организмов доминируют бактерии и грибки.